# Телебачення Білорусі
Телебачення в Республіці Білорусь представлено як наземним, так і кабельним телебаченням. Кабельні мережі наповнюють контент за допомогою прийому супутникового та ефірного телебачення, а також за допомогою IPTV.

## Загальнодержавні телевізійні компанії

### Белтелерадіокомпанія
Національна державна телерадіокомпанія Республіки Білорусь (НДТРК РБ) — найбільша телевізійна продукція Республіки Білорусь, своєрідний медіахолдинг.

#### Телеканали
- Телеканал «Білорусь 1»;
- Телеканал «Білорусь-2»;
- Телеканал «Білорусь-3»;
- Телеканал «Білорусь-5»;
- Супутниковий телеканал «Білорусь-24»;
- Телеканал «НТВ-Білорусь».

Крім того, НДТРК забезпечує діяльність п’яти регіональних телерадіокомпаній. Орієнтовна кількість співробітників НДТРК (включаючи технічний персонал) становить близько 1500 осіб.
НДТРК також транслює: загальнореспубліканський Перший Національний канал Білоруського радіо, радіоканал «Культура», радіостанція «Білорусь (радіостанція)», радіостанція «Столиця», радіостанція «Радіус-FM». Крім того, НДТРК забезпечує діяльність п'яти регіональних телерадіокомпаній.

### ЗАТ «Другий національний телеканал»
Забезпечує мовлення цього каналу — «ЗНТ» («Загальнонаціональне телебачення»), який є переформатованим Першим каналом зі змішаним вмістом. У етерній мережі «ЗНТ» ліцензовані продукти поєднуються з телевізійним продуктом власного виробництва.